# Авъл Теренций Варон (претор 184 пр.н.е.)
Авъл Теренций Варон (на латински: Aulus Terentius Varro) е римски политик и военачалник на Римската република през ранния II век пр. Хр. През 184 – 183 пр. Хр. той се бие успешно на Иберийския полуостров.
Той произлиза от плебейската фамилия Теренции, клон Варон и вероятно е син на Гай Теренций Варон (консул 216 пр. Хр.), който командва римската армия срещу Ханибал в пагубната за Рим битка при Кана и успява да избяга.
През 189 пр. Хр. той придружава делегацията на етолийците от Рим обратно в тяхната родина.
През 184 пр. Хр. Авъл Теренций Варон става претор и получава управлението на римската провинция Близка Испания и се бие успешно против суесетаните. С продължен Imperium той остава и следващата 183 пр. Хр. година на Иберийския полуостров и се бие успешно против келтиберите. През 182 пр. Хр. той се връща в Рим и получава овация, малкият триумф.
След това Варон е посланик. През 172 пр. Хр. той е с диполматическа мисия с още двама сенатори в двора на илирийския цар Генций. След победоносната за римляните битка при Пидна над последния македонски цар Персей Варон е през 167 пр. Хр. член на комисията от 10 души, която помага на успешния консул от предната година Луций Емилий Павел Македоник при организирането на новия ред в Македония.